# Carlotta Ferrari
Carlotta Ferrari (Lodi, Llombardia, 27 de gener de 1830 - Bolonya, Emília-Romanya, 22 de novembre de 1907) fou una compositora i poeta italiana.

## Formació
Ferrari va estudiar piano i cant amb Giuseppe Strepponi i Angelo Panzini, després continuà la seva formació amb els professors Nava i Antonio Angeleri i fou deixebla de composició amb Alberto Mazzucato al Conservatori de Milà. Es graduà el 1850.

## Obra musical
Els anys 1854 i 1856, respectivament, ja havia publicat amb l'editorial Ricordi una Salve Regina i una sèrie de sis melodies per a veu i piano. Després, no només va compondre obres de més envergadura, sinó que també va aconseguir representar-les diverses vegades, cosa que implicava dificultat en el cas d'una dona en el món musical del segle xix i encara més en el cas de la posada en escena d'una òpera.
Adquirí gran reputació per les seves òperes Ugo (1857), Sofia (1866) i Eleonora d'Arorea (1871); a més, va compondre una Missa solemne, una cantata i un Rèquiem que li encarregà el govern de Torí per a l'aniversari de la mort del rei Carles Albert, alguns himnes i composicions de cambra per a veu i piano.
Al 1875 es traslladà a la ciutat de Bolonya, on es va dedicar a l'ensenyament privat de música a la ciutat.
Es conserva una Memoria documentata sulle mie opere musicali (dins del volum Versi e prose, III, Bologna 1879)

## Obra poètica
Va publicar les seves primeres composicions a la Gazzetta di Lodi. Després van aparèixer a moltes altres revistes, com La Donna, Rivista Contemporanea, L'Istitutore, Letture família, o Aurora. El seu poema en deu cants Dante Alighieri, de 1867, li va valer el 1889 la presidència a Florència del comitè de dones pel sisè centenari de la mort de Beatrice Portinari.
Com a poeta se li deu:
- Le prime poesie, Lodi (1853)
- Nuove liriche, Lodi (1857)
- Dante Aligheri, poema (1867)
- Versi e prosi, Bolonya (1878)
- Rime sculte, Bolonya (1891)